# 奧斯卡 (1998年)
王政熊（英語：Oscar Wang，1998年7月30日—) ，艺名奧斯卡，出生於巴西，籍貫四川省成都市，在中國發展的男歌手及舞者，所屬經紀公司為RYCE白米范。曾在韓國的Cube娛樂訓練长达三年。於2020年及2021年分别參加优酷男團選秀節目《少年之名》、騰訊視頻男團选秀节目節目《創造營2021》，而获得知名度。

## 演藝經歷
2020年6月，參加優酷男團競演養成類選秀節目《少年之名》，并成功晋级8月的总决赛，最终排名获得第19名的成绩。
2021年1月，參加騰訊視頻国际男團競演養成類选秀節目《創造營2021》，并同样成功晋级总决赛，最终排名获得第13名的成绩，未能成团。

### 《少年之名》时期
| 期数   | 排名   | 備註          |
| 第三期 | 第12名 |               |
| 第四期 | 第17名 |               |
| 第七期 | 第19名 | 394,192少年力 |
| 第八期 | 第15名 |               |
| 第九期 | 第19名 | 622,736少年力 |

### 《創造營2021》时期
- 進入出道組排名為粗體字。

| 期数           | 排名   | 升降   | 撐腰值           | 評級              | 備註     |
| 第二期         | 第10名 | 不適用 | 未有公佈撐腰值   | A → C → B → A → B |          |
| 第三期         | 第10名 | ▬      | 未有公佈撐腰值   | A → C → B → A → B |          |
| 第四期         | 第10名 | ▬      | 未有公佈撐腰值   | A → C → B → A → B |          |
| 第五期         | 第11名 | ▼ 1    | 10,007,720撐腰值 | A → C → B → A → B |          |
| 第六期         | 第11名 | ▬      | 未有公佈撐腰值   | A → C → B → A → B |          |
| 第七期         | 第5名  | ▲ 7    | 12,336,864撐腰值 | A → C → B → A → B |          |
| 第八期         | 第17名 | ▼ 12   | 未有公佈撐腰值   | A → C → B → A → B |          |
| 第九期         | 第17名 | ▬      | 2,854,135撐腰值  | A → C → B → A → B |          |
| 第十期上半場   | 第11名 | ▲ 7    | 未有公佈撐腰值   | A → C → B → A → B |          |
| 第十期下半場   | 第12名 | ▼ 1    | 未有公佈撐腰值   | A → C → B → A → B |          |
| 第十期最終結果 | 第13名 | ▼ 1    | 12,230,067撐腰值 | A → C → B → A → B | 未能成團 |

## 音樂作品

### 個人單曲
| 年份 | 日期     | 曲目          | 作詞           | 作曲                       | 備註         |
| 2020 | 7月30日  | 《Vroom》     | 奥斯卡         | 奥斯卡                     | 首支原創單曲 |
| 2021 | 7月30日  | 《Move Up》   | 奥斯卡         | 奥斯卡 Rick Bridges DEEVAN |              |
| 2021 | 10月26日 | 《Slow Down》 | 奥斯卡/RayJade | 奥斯卡/RayJade             |              |
| 2021 | 11月15日 | 《帶你到》    | 奧斯卡         | SOOVA                      |              |
| 2021 | 11月16日 | 《Journey》   | 奧斯卡         | ColderrDXL                 |              |

### 《創造營2021》表演曲目
| 發行日期      | 歌曲資料 | 備註   |
| 2021年2月17日 | 《鷹》 - 歌曲說明：初評級舞台（組合） - 原唱者：張藝興 - 合作演唱者：劉嚴冬季、張璋、曹左                                                 | 第一期 |
| 2021年2月17日 | 《I'm The One》 - 歌曲說明：初評級舞台（個人） - 原唱者：奧斯卡                                                                           | 第一期 |
| 2021年2月17日 | 《清唱Rap》 - 歌曲說明：初評級舞台（Battle環節） - 原唱者：奧斯卡                                                                         | 第一期 |
| 2021年3月6日  | 《Radio》 - 歌曲說明：小組競演歌曲 - 原唱者：Henry - 合作演唱者：周柯宇、慶憐、尹浩宇、凌簫、谷柳霖                                       | 第三期 |
| 2021年3月10日 | 《我們一起闖》 - 歌曲說明：節目官方主題曲 - 原唱者：原創歌曲 - 合作演唱者：全體學員                                                       | 中文版 |
| 2021年3月10日 | 《Chuang To-Gather Go！》 - 歌曲說明：節目官方主題曲 - 原唱者：原創歌曲 - 合作演唱者：全體學員                                            | 英語版 |
| 2021年3月28日 | 《峰頂》 - 歌曲說明：位置測評歌曲 - 原唱者：原創說唱 - 合作演唱者：曾涵江、林墨、羅言、劉彰                                               | 第六期 |
| 2021年4月12日 | 《璧》 - 歌曲說明：原創歌曲主題公演 - 原唱者：原創歌曲 - 合作演唱者：力丸、周柯宇、劉彰、尹浩宇、張嘉元 - 助陣學姐：劉些寧（硬糖少女303） | 第八期 |
| 2021年4月24日 | 《少年的模樣》 - 歌曲說明：總決賽舞台 - 原唱者：原創歌曲 - 合作演唱者：力丸、周柯宇、劉彰、尹浩宇、高卿塵、劉宇、贊多                     | 第十期 |

## 綜藝節目
| 播出日期                | 頻道         | 節目名稱               | 備註                    |
| 2020年6月26日－8月28日  | 優酷         | 《少年之名》           | 參賽者 （最終獲得19名） |
| 2021年2月17日－4月24日  | 騰訊視頻     | 《創造營2021》         | 參賽者 （最終獲得13名） |
| 2021年5月21日           | 金鷹卡通衛視 | 《瘋狂的麥咭》         | 第八季第六集            |
| 2021年7月10日-8月14日   | 金鷹卡通衛視 | 《爸爸带你闖一夏》     |                         |
| 2021年11月19日-11月21日 | 騰訊視頻     | 《超新星運動會S4》     |                         |
| 2021年11月26日－        | 百視TV       | 《最好的舞台秋日限定》 |                         |
| 2022年9月10日－         | 騰訊視頻     | 《桃花坞开放中》       |                         |

## 媒體作品

### 廣告代言推廣
| 年份   | 品牌名稱              | 種類                | 備註                         |
| 2021年 | GIVENCHY              | 口紅、粉底液        | 紀梵希美妝心動推薦官         |
| 2021年 | Aalok                 | UVC無接觸智能消毒盒 | 品牌摯友                     |
| 2021年 | 蘭蔻LANCOME           | 彩妝、精華水        | 商務推廣                     |
| 2021年 | KOSE高絲黑糖精        | 面霜                | 品牌大使                     |
| 2021年 | le coq sportif 樂卡克 | 服飾、鞋類          | 馬賽(Marseille)系列 推廣大使 |

### 出版物
| 年份   | 出版日期 | 名稱                 | 備註         |
| 2021年 | 5月27日  | 時尚先生fine電子刊   | 個人首刊     |
| 2021年 | 6月5日   | XBlush Magazine      | 個人紙刊首封 |
| 2021年 | 6月15日  | 時裝L'OFFICIEL電子刊 |              |
| 2021年 | 7月1日   | OK!精彩              |              |
| 2021年 | 7月1日   | 芭莎男士 BAZAAR MEN  |              |
| 2021年 | 8月1日   | 費加羅 Figaro madame |              |

## 活動
| 年份   | 日期    | 活動名稱        | 舉行地點 | 備註     |
| 2021年 | 5月21日 | Kappa運動時裝秀 | 北京     | 中國首秀 |

## 外部連結
- 奧斯卡的新浪微博
- 奧斯卡的X（前Twitter）